# Праймер
Праймер (англ. primer) — короткий фрагмент нуклеиновой кислоты (олигонуклеотид), комплементарный ДНК- или РНК-мишени; служит затравкой для синтеза комплементарной цепи с помощью ДНК-полимеразы (при репликации ДНК). Затравка необходима ДНК-полимеразам для инициации синтеза новой цепи, с 3'-конца (гидроксильной группы) праймера. ДНК-полимераза последовательно добавляет к 3'-концу праймера нуклеотиды, комплементарные матричной цепи.
В большинстве случаев естественной репликации ДНК праймером для синтеза ДНК является короткий фрагмент РНК (создаваемый заново). Такой рибонуклеотидный праймер создается ферментом праймазой (праймаза у прокариот, ДНК-полимераза у эукариот) и впоследствии заменяется дезоксирибонуклеотидами — полимеразой, выполняющей в норме функции репарации.
Многие лабораторные методы в биохимии и молекулярной биологии, которые предполагают использование ДНК-полимеразы, такие, как секвенирование или полимеразная цепная реакция, требуют наличие коротких олигонуклеотидов (праймеров). Такие праймеры обычно имеют длину от 6 до 50 оснований и являются химически синтезированными олигонуклеотидами.